# Palmarès des ports de plaisance du Pavillon bleu 2007
Palmarès des ports de plaisance du Pavillon bleu 2007

## France

### Par département
- Alpes-Maritimes : port Gallice de Juan-les-Pins, port de la Napoule, port Camille-Rayon du Golfe Juan, port de Cap d'Ail, port Vauban d'Antibes, port de Menton Garavan
- Aude : port de plaisance de Narbonne Plage, Port-Leucate, port de plaisance de Gruissan, port de plaisance de Carcassonne
- Bouches-du-Rhône : port de La Ciotat, port Saint-Gervais de Fos-sur-Mer, port privé du CNTL à Marseille, port Napoléon de Port-Saint-Louis-du-Rhône, port de plaisance de Port-Saint-Louis-du-Rhône, port de plaisance de Cassis
- Calvados : bassin de plaisance d'Ouistreham, port de plaisance de Courseulles-sur-Mer
- Charente-Maritime : port de plaisance de La Rochelle, port de plaisance de La Flotte, port de Saint-Georges-de-Didonne, port de Saint-Denis-d'Oléron
- Corse-du-Sud : port de plaisance de Solenzara
- Haute-Corse : port de Taverna de Santa-Maria-Poghju
- Côtes-d'Armor : port de Saint-Quay-Portrieux, Port d'Armor, port de plaisance de Binic
- Drôme : port de l'Épervière de Valence
- Finistère : port de plaisance de Camaret-sur-Mer, port du Moulin Blanc de la Sopab à Brest
- Gard : Port Camargue du Grau-du-Roi, port de Bellegarde
- Gironde : Port-Médoc au Verdon-sur-Mer
- Hérault : port de plaisance de Frontignan, port de Palavas-les-Flots, port de plaisance de Carnon, port de La Grande-Motte, port de plaisance du Cap d'Agde
- Loire-Atlantique : port de plaisance de la Nœveillard à Pornic
- Manche : port de Chantereyne de Cherbourg, port de Barneville-Carteret, port de Diélette à Treauville, port de plaisance de Carentan, port de Saint-Vaast-la-Hougue
- Marne : port de plaisance de Nuisement au lac du Der sur la commune de Sainte-Marie-du-Lac, station nautique de Giffaumont-Champaubert
- Meurthe-et-Moselle : port Saint-Georges de Nancy
- Moselle : port de Sarreguemines, port de Metz
- Nord : port du Grand Large de Dunkerque, port d'Armentières
- Pas-de-Calais : port de plaisance d'Étaples-sur-Mer
- Pyrénées Orientales : port de Canet-en-Roussillon, port de plaisance de Port-Vendres, port d'Argelès-sur-Mer, port de plaisance de Saint-Cyprien
- Haut-Rhin : port de Colmar
- Seine-Maritime : port de plaisance de Saint-Valéry-en-Caux
- Var : port de plaisance les Marines de Cogolin, port des Embiez, port de plaisance de Bandol, port de Bormes-les-Mimosas, Port Miramar de La Londe-les-Maures, nouveau port des Lecques de Saint-Cyr-sur-Mer, port de la Madrague de Saint-Cyr-sur-Mer, vieux port des Lecques de Saint-Cyr-sur-Mer, port Saint-Pierre d'Hyères, Port Fréjus, port de Plaisance de Santa Lucia de Saint-Raphaël
- Vendée : port de plaisance de Jard-sur-Mer
- Martinique : port de plaisance du Marin Millésime 2006-2007
- Réunion : port de Saint-Leu Millésime 2006-2007, port de Saint-Gilles Millésime 2006-2007

## Source
- Pavillon bleu